# 비올란테 플라치도
비올란테 플라치도(Violante Placido, 1976년 5월 1일 ~ )는 이탈리아의 가수, 배우이다.